# Theodor Stolte
Theodor Otto Franz Stolte (* 19. Juli 1815 in Hausneindorf; † 2. Mai 1910 in Potsdam); war ein deutscher Mediziner und Meister vom Stuhl der Loge Teutonia zur Weisheit in Potsdam.

## Leben
Theodor Stolte wurde am 19. Juli 1815 in Hausneindorf als Sohn des Lehrers und Kantors Johann Christian Stolte (1783–1849) und seiner Ehefrau Emilie Bernhardine Wennhak (1791–1862), Tochter des Kantors und Töchterschullehrers Heinrich Georg Martin Wennhak, geboren.
Er besuchte von 1826 bis 1832 das Domgymnasium zu Halberstadt. Von 1832 bis 1835 studierte er an der 1827 gegründeten medizinisch-chirurgischen Lehranstalt in Magdeburg. Hiernach besuchte er einige Vorlesungen an der Universität Berlin. Nach vollendetem Examen unter anderem bei Johann Christian Jüngken erhielt er 1836 die Approbation als ausübender Wundarzt erster Klasse und Operateur.
Von 1836 bis 1839 diente er im 1. Bataillon Garde-Reserve-Infanterie (Landwehr) Regiment in Potsdam als Compagniechirurg. 1839 siedelte er nach Sudenburg bei Magdeburg über und gründete dort eine Praxis. Im Jahre 1842 siedelte er auf Vorschlag seines Schwiegervaters nach Potsdam über und betrieb dort seine Praxis. Von 1844 bis 1867 war er Chirurgus Forensis der Stadt Potsdam, ab 22. Juni 1864 Königlicher Hofwundarzt. Ab 1874 zweiter Hofarzt, ab 1875 erster Hofarzt, von 1871 bis 1877 Stadtverordneter. Im Jahre 1891 wurde Theodor Stolte pensioniert.
Er erhielt 1906 den Charakter als Sanitätsrat und 1908 den als Geheimer Sanitätsrat. Er war Inhaber des Roten Adlerordens III. Klasse mit der Schleife, sowie des Königlichen Kronen-Ordens III. Klasse.
Am 11. Oktober 1840 ehelichte er in Potsdam Caroline Friederike Köppen (* Potsdam 27. Juli 1819, † Potsdam 27. April 1886), Tochter des Karl Johann Köppen (1769–1846) und seiner Ehefrau Charlotte Bartolomé (1795–1875). Im Jahre 1874 bezog er das Haus Schloßstr. 13 in Potsdam, welches er 1869 für 11.000 Taler erworben hatte.

## Freimaurerischer Lebenslauf
Am 26. Mai 1843 trat Stolte in die Loge „zur Standhaftigkeit“ in Potsdam ein, war ab 26. März 1844 Geselle und erhielt am 20. September 1844 die Beförderung in den Meisterstand. Ab 1845 bekleidete er das Amt des Sekretärs und Archivars der Loge.
1854 trat er zur Loge „Teutonia zur Weisheit“ über und fand auch hier in verschiedenen Beamtenstellen Verwendung, bis er 1882 zum dritten Meister ernannt wurde. Nachdem er 1883 bis 1887 als zweiter Meister gewirkt hatte, wurde er 1888 zum Meister vom Stuhl gewählt. Nach sechsjähriger Tätigkeit als solcher lehnte er 1894 eine Wiederwahl altershalber ab und wurde zum Ehrenmeister ernannt.
Als solcher konnte er, nachdem er schon am 26. Mai 1893 das 50-jährige Maurerjubiläum gefeiert hatte, auch noch am 26. Mai 1903 die Feier des 60-jährigen Maurerjubiläums begehen. Zur Erinnerung an sein 50-jähriges Maurerjubiläum wurde die bereits 1856 zum Gedenken an Friedrich Wilhelm Puhlmann gegründete Puhlmann-Stiftung erweitert und in Puhlmann-Stolte-Stiftung umbenannt.